# Mosiewicze (sielsowiet Honczary)
Mosiewicze (biał. Масявічы, Masiawiczy; ros. Мосевичи, Mosiewiczi) – wieś na Białorusi, w obwodzie grodzieńskim, w rejonie lidzkim, w sielsowiecie Honczary, przy drodze republikańskiej R11.

## Historia
Dawniej wieś i folwark. W XIX i w początkach XX w. położone były w Rosji, w guberni wileńskiej, w powiecie lidzkim, w gminie Gonczary. Własność Łęskich.
W dwudziestoleciu międzywojennym leżały w Polsce, w województwie nowogródzkim, w powiecie lidzkim, do 11 kwietnia 1929 w gminie Honczary, następnie w gminie Bielica. W 1921 wieś liczyła 193 mieszkańców, zamieszkałych w 31 budynkach, w tym 102 Białorusinów i 91 Polaków. 186 mieszkańców było wyznania prawosławnego i 7 rzymskokatolickiego. Folwark natomiast liczył 22 mieszkańców, zamieszkałych w 4 budynkach, w tym 20 Polaków i 2 Białorusinów. 9 mieszkańców było wyznania rzymskokatolickiego, 7 prawosławnego i 6 mojżeszowego.
Po II wojnie światowej w granicach Związku Sowieckiego. Od 1991 w niepodległej Białorusi.